# Paco – maszyna śmierci
Paco − maszyna śmierci (tytuł oryg. Vendetta dal futuro; międzynar. tytuł ang. Hands of Steel; inne tłum. Pako, Atomowy cyborg, Niszczyciel) – włoski fantastycznonaukowy film akcji z 1986 roku.
W Polsce lat osiemdziesiątych, w okresie boomu na magnetowidy, film był jednym z popularnych tytułów wśród miłośników kaset wideo.

## Fabuła
Rok 1987, Nowy Meksyk. Paco Queruak − pół-człowiek, pół-cyborg − zaprogramowany jest na zamordowanie szalonego naukowca, w którego rękach znajduje się los całej ludzkości.

## Obsada
- Daniel Greene − Paco Queruak
- John Saxon − Francis Turner
- Janet Agren − Linda
- Claudio Cassinelli − Peter Hallo
- George Eastman − Raoul Morales
- Donald O’Brien − profesor Olster

## Produkcja
Paco − maszyna śmierci został nakręcony w stanie Arizona w USA. Zdjęcia ruszyły w połowie roku 1985 i trwały przez osiem kolejnych tygodni. 12 lipca na planie zdarzył się tragiczny wypadek. W miejscowości Page doszło do katastrofy helikoptera, na pokładzie którego znajdował się włoski aktor Claudio Cassinelli. Członek obsady zginął na miejscu. W następstwie tego zdarzenia dokonano drobnych zmian w scenariuszu.
Film wyreżyserował Sergio Martino, płodny realizator filmów klasy „B”. Nie wierząc w sukces obrazu, twórca wydał go pod nazwiskiem Martin Dolman. Idąc jego śladem, wielu filmowców pracujących przy produkcji projektu zażyczyło sobie, by ich nazwisko nie zostało wyświetlone podczas napisów wieńczących film lub by zostało ukryte pod pseudonimem. Tak postąpili między innymi autor zdjęć Giancarlo Ferrando (w czołówce jako John McFerrand), scenograf Massimo Antonello Geleng (pseud. Audrey Bellows), zastępca reżysera Franco Fantasia (pseud. Frank Farrell) czy montażysta Eugenio Alabiso (pseud. Alan Beugen).

## Informacje dodatkowe
- Alternatywne tytuły filmu: Atomic Cyborg, Fists of Steel, Return of the Terminator, Mani di pietra.
- Rola w tym filmie była jedną z kluczowych w karierze Daniela Greene’a.